# Yekima De Bel Art
Yekima De Bel Art est un artiste poète, chanteur, auteur-compositeur-interprète, parolier, producteur et réalisateur congolais de Kinshasa, évoluant entre slam, poésie et musique. Il est connu pour avoir contribué à populariser le slam-poésie urbaine en République démocratique du Congo,. Au fil des années, il développe un style distinctif, qu’il désigne sous le terme d’Afroslam, fusionnant l’oralité africaine et les rythmes afro-congolais, dans une approche artistique et identitaire.
Il se fait connaître avec des titres tels que Je te présente Kinshasa, Les Années Zaïre et Rumba parlée - Joindre la hanche à la tête, qui lui permettent de remporter plusieurs distinctions locales, et d’attirer l’attention des médias,. Il a collaboré avec des figures de la musique congolaise comme Papa Wemba, Lokua Kanza et le poète Simaro Lutumba. Surnommé Monsieur le Poésident,, son œuvre explore des thématiques mêlant poésie et engagement social.

## Biographie
De son vrai nom Mélo Costa Yekima, Yekima De Bel Art est titulaire d’un diplôme en économie appliquée à la gestion commerciale de l’Université de Kinshasa en République démocratique du Congo. Il poursuit en parallèle une activité artistique qu’il ancre dans une double vocation : poétique et sociale.
Son parcours s'accompagne aussi d’initiatives en faveur de la jeunesse et de la diffusion du slam en République démocratique du Congo et en Afrique, dans une perspective à la fois artistique, éducative et d'éveil des consciences,,.

### Jeunesse et débuts
Yekima De Bel Art est né à Kinshasa. Il grandit dans une famille de sept enfants et passe une partie de son enfance auprès de ses grands-mères, qui lui transmettent le goût de l’oralité à travers les contes et chants traditionnels. Il est également influencé par la musique populaire zaïroise et congolaise, notamment Tabu Ley Rochereau, Franco Luambo, Wendo Kolosoy, Zaïko Langa Langa et Wenge Musica,.
Son intérêt pour le slam naît lorsqu’il découvre les monologues narratifs de la série américaine Desperate Housewives, puis les œuvres d’Abd Al Malik et Grand Corps Malade,.

### Carrière

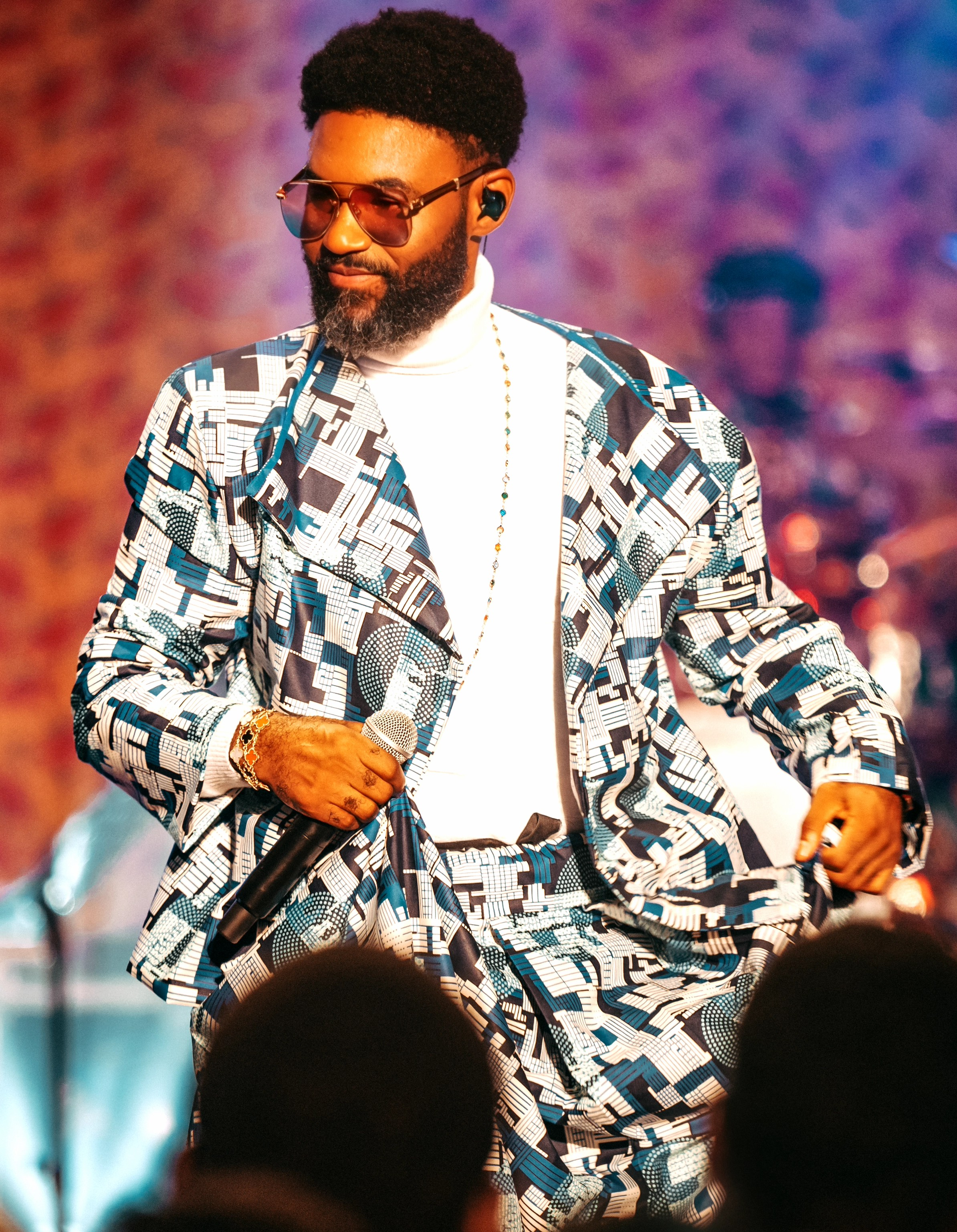
Yekima sur scène jouant son spectacle Expérience Monsieur Pagne, le 10 novembre 2023, à Kinshasa.

Yekima commence à se produire sur scène dès 2008, développant un style qui mêle chant, musique et narration poétique. Avant de s'orienter pleinement vers le slam, il avait d’abord exploré la voie du chant et du rap. Deux ans après avoir découvert le slam en 2008, il crée en 2010 son premier groupe musical pour l'accompagner en tant que slameur. Cette formation se produit pour la première fois le 8 décembre 2012 à l’Institut Français de Kinshasa, lors d’un concert marquant un tournant dans son parcours.
En 2016, il se fait connaître avec Je te présente Kinshasa, un titre qui lui vaut le prix du Meilleur Lyrics de l’année aux Mikanda Awards. Il enchaîne avec Les Années Zaïre, qui reçoit le prix du Meilleur Clip Concept aux Bilily Awards.
Il participe à de nombreux festivals en RDC et à l’international, notamment : Festival Amani] (Goma, RDC),,, Festival FIRE (Kinshasa, RDC), Festival Festiras (Bukavu, RDC),,,,, Jazz Kif Festival (Kinshasa, RDC)., Midem African Forum (Brazzaville, Congo)., Afropolitain Nomade (Dakar, Sénégal), Festival d'humour Toseka (Kinshasa), Slamouv (Brazzaville, Congo), Congo na Paris (Paris, France), Lauracq (St Étienne, France) et le Village de la Francophonie (104 Paris, XIXe Sommet de la francophonie en 2024).

## Thématiques et langues
Les œuvres de Yekima De Bel Art couvrent une variété de thématiques, reflétant une approche éclectique. Il aborde des questions sociétales, met en avant la culture congolaise et africaine, et véhicule des messages d’espoir.
Yekima De Bel Art écrit, slame et chante principalement en français et en lingala, reflétant ainsi la richesse linguistique de la République démocratique du Congo. Cette dualité linguistique lui permet de toucher un public diversifié et d’intégrer différentes nuances culturelles dans ses œuvres.  

## Style musical et influences
Durant son enfance, Yekima De Bel Art est exposé à diverses influences musicales. Son père lui enseigne des cantiques protestants issus du recueil Njembo na Nzambe (Cantiques pour Dieu en lingala), tandis que sa mère lui transmet des chants religieux catholiques. Sa sœur fredonne des chants kimbanguistes, qu’il assimile progressivement. Plus tard, il rejoint une chorale catholique francophone, dont il devient le principal dirigeant, avant d’intégrer le chœur congolais Luc Gillon à l'université de Kinshasa.
Yekima De Bel Art revendique la création du style Afroslam, un mélange de slam et de rythmes afro-congolais ouverts,. Son style allie narration et engagement, intégrant souvent une touche d’humour pour refléter les réalités contemporaines. Par exemple, son titre Je te présente Kinshasa met en lumière la richesse culturelle de la capitale congolaise.

## Engagement, thématiques sociales et projets culturels

### Thématiques sociales
Plusieurs œuvres de Yekima De Bel Art abordent des thématiques politiques et sociales, en lien avec l’actualité de la République démocratique du Congo. En 2019, il publie Place Mukwege, un titre en hommage au Dr. Denis Mukwege, lauréat du Prix Nobel de la paix, connu pour son engagement en faveur des victimes de violences sexuelles en République démocratique du Congo. À travers ce morceau, il met en lumière le combat du médecin et la résilience des survivantes.
Son titre Kabila²-Fatshi, sorti en 2021, retrace les transitions politiques du pays, en particulier le passage de la présidence de Laurent-Désiré Kabila, Joseph Kabila à celle de Félix Tshisekedi. À travers ce texte, il met en perspective les espoirs et défis liés aux changements de régime, en adoptant un ton à la fois narratif et analytique.
Dans un registre similaire, le morceau 450=1 Bomoko, publié en 2022, est un plaidoyer contre le tribalisme et en faveur de l’unité nationale en RDC. Le titre fait référence au nombre de communautés ethniques du pays et défend l’idée d’un Congo uni, au-delà des divisions identitaires.

### Projets culturels
Yekima est impliqué dans plusieurs initiatives pour le développement du slam en RDC.
En 2014 et 2015, il co-organise avec l’Institut Français de Kinshasa un Grand Concours de Slam-Poésie Urbaine,. En 2018, en partenariat avec le Bureau Conjoint des Nations Unies aux Droits de l'Homme (BCNUDH), il organise un concours national promouvant les Droits humains à travers le slam.
Il anime aussi des ateliers d’écriture et de performance en RDC et pour l'Afrique des Grands Lacs.

## Autres concepts

### Monsieur Pagne
Monsieur Pagne est un concept artistique et un spectacle musical développé par Yekima De Bel Art. Ce projet met en avant l’importance du pagne en tant qu'élément de l’identité culturelle africaine, explorant son rôle historique, esthétique et socioculturel. À travers ce concept, Yekima associe la mode et la narration poétique, intégrant le pagne dans ses performances scéniques et ses clips.
Le spectacle Expérience Monsieur Pagne est présenté en novembre 2023 à l’Institut Français de Kinshasa, mettant en avant une mise en scène axée sur le pagne. La scénographie du concert intégrait une mise en valeur des tissus africains et des projections illustrant la place du pagne dans la culture populaire congolaise et africaine.
Dans ses apparitions publiques et vidéoclips, Yekima De Bel Art porte régulièrement des tenues en pagne.
Le concept de Monsieur Pagne illustre également la volonté de faire du pagne un vecteur narratif, en l’associant à des récits poétiques et des revendications identitaires, une réappropriation culturelle du pagne comme un élément de fierté et d’expression.

### Rumba parlée
La Rumba parlée est un genre musical développé par Yekima De Bel Art, combinant le slam et la rumba congolaise. Ce genre hybride repose sur une narration poétique rythmée, soutenue par des mélodies et des instruments traditionnels de la rumba, tels que les guitares congolaises, la basse, les percussions et les cuivres. L'artiste explore, à travers ce style, des thématiques sociales, identitaires et historiques, mettant en lumière la richesse culturelle de la République démocratique du Congo. Son titre Rumba parlée – Joindre la hanche à la tête,, sorti en 2023, illustre cette approche en fusionnant l’héritage de la rumba congolaise avec les cadences du spoken word. La rumba parlée s'inscrit dans une volonté de renouveler la tradition orale africaine tout en intégrant des éléments contemporains du slam et de la musique urbaine. Yekima De Bel Art revendique ainsi une approche hybride, où le texte et la musicalité se complètent pour offrir une nouvelle forme d'expression artistique.
Ce style musical est présenté dans diverses performances, notamment lors de concerts en direct, et a été diffusé sur des plateformes telles que YouTube et Spotify,.

## Discographie

### Singles
- 2016 : Je te présente Kinshasa
- 2017 : Mwan'Etumba[70]
- 2018 : Les Années Zaïre
- 2019 : Place Mukwege
- 2020 : Mpiak'orona[71]
- 2021 : Kabila²-Fatshi
- 2021 : Jambo Goma[72]
- 2022 : 450=1 Bomoko
- 2023 : Rumba parlée – Joindre la hanche à la tête

## Collaborations
En 2013, Yekima De Bel Art est invité par Grand Corps Malade à monter sur scène lors des 15 ans de la Planète Radio RFI, organisés au Cercle Culturel Français de Kinshasa,.
Il a également collaboré avec plusieurs figures de la scène musicale congolaise, dont Papa Wemba, Lokua Kanza, Maïka Munan, Olivier Tshimanga, Jean Goubald,...